# WSM (motorfiets)

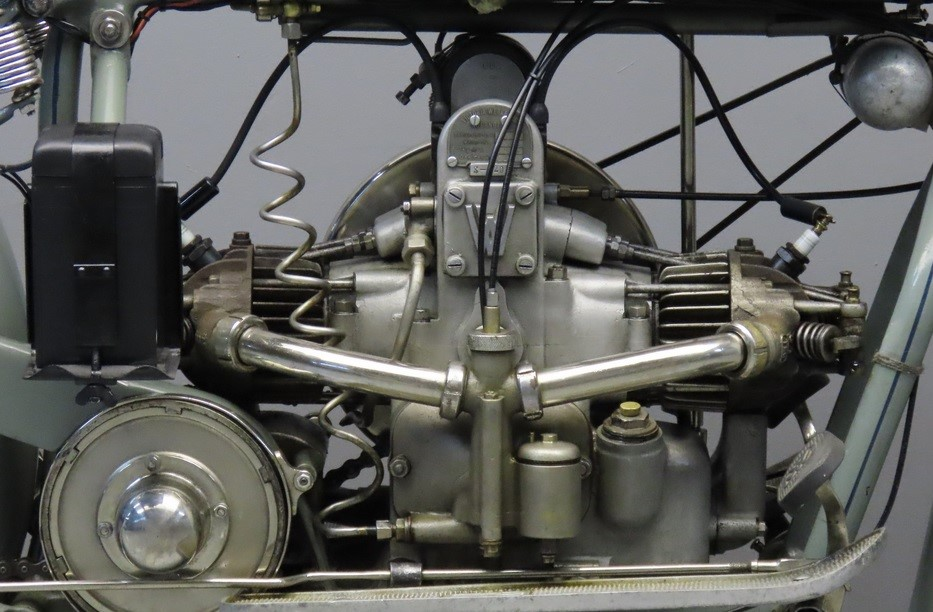
De door Martin Stolle voor Victoria ontwikkelde WSM-boxermotor

WSM is een historisch Duits merk van inbouwmotoren.
De bedrijfsnaam was: Wilhelm Sedlbauer, Motorenbau, München
Martin Stolle had voor BMW de M2B15 “Bayernmotor” ontwikkeld. Het was een dwarsgeplaatste tweecilinderboxermotor met zijkleppen. Hij had zich daarbij laten inspireren door zijn eigen Douglas, waarschijnlijk een Douglas 4 HP. BMW gebruikte de motor in het eigen merk Helios, maar verkocht hem als inbouwmotor ook aan merken als Corona, Bison, Heller, SMW en vanaf 1922 ook aan Victoria (in de Victoria KR I).
In 1923 begon BMW de motorfietsbouw meer serieus aan te pakken. Max Friz  verbeterde de Bayernmotor door hem een kwart slag in het frame te draaien, waardoor het een langsgeplaatste motor werd. Daardoor kregen beide cilinders een optimale luchtkoeling en werd ook asaandrijving naar het achterwiel mogelijk. Met de komst van de BMW R32 leverde BMW de motor niet meer aan derden. Victoria vond een oplossing door Stolle in dienst te nemen. Hij ontwikkelde een nieuwe motor, die bij Wilhelm Sedlbauer in München werd gebouwd. Het was nu weliswaar een kopklepmotor, maar hij was nog steeds dwarsgeplaatst.  Deze motor, die 9 pk leverde, werd gebruikt in de Victoria KR II. In 1925 kwam de KR III met een 12pk-versie van de motor. 
Stolle was toen al vertrokken. Hij had zijn eigen automerk Vorster & Stolle opgericht en was daarna gaan werken voor D-Rad. WSM werd waarschijnlijk al in 1924 overgenomen door Victoria en produceerde nog tot 1928. De KR III (met kettingaandrijving) had aan populariteit ingeboet, zeker toen BMW met de 16pk-sterke R37 ook een kopklepper op de markt bracht. Victoria schakelde over op Britse Sturmey-Archer-motoren die wel in licentie in Duitsland gebouwd werden door Horex-Columbus in Bad Homburg.